# جارية (مركبة)

الجارية  هي مزيج من السيارة والدراجة الهوائية يكون فيها الراكب مستلقيا على كرسي ذي حامل ووسادة على هيئة مشابهة لجلوسه في كرسي أو أريكة منزلية. تكون رجلي الراكب أمامه وهو يحركها على الردافة، والتي بدورها تحرك عجلات الجارية.

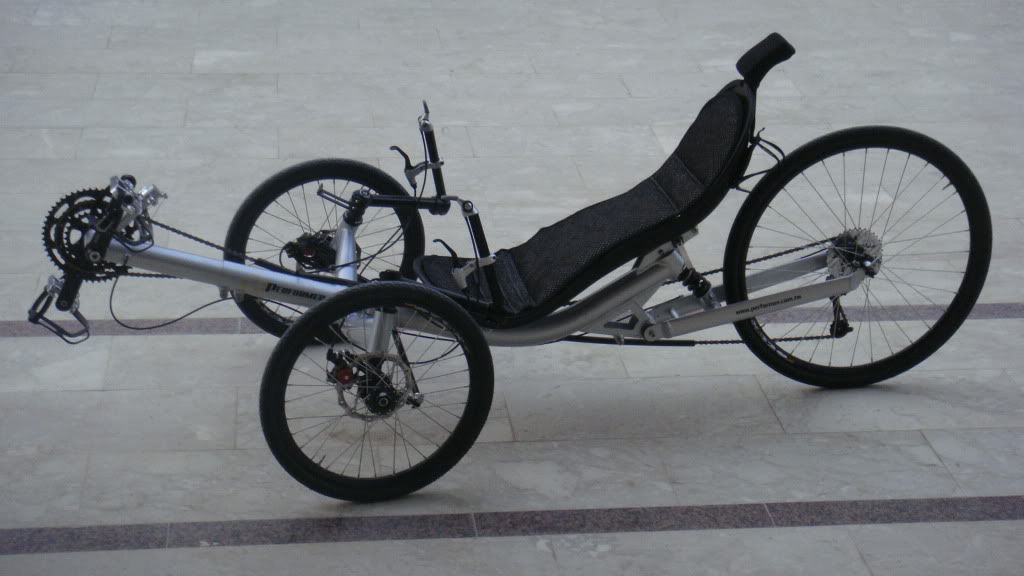
جارية ثلاثية مريحة

## فوائد ركوب الجارية الصحية
مِنَ الدارجِ أن ركوب الدراجة والسير عليها حثيثا يأتي في مقدمة الرياضات بعد السباحة في التخسيس وحرق الدهون. إذ أن ساعة من الركوب على الدراجة المخصصة للطريق بسرعة 25 كلم\ساعة تستهلك ما يعادل 800 كالوري. ونضيف في هذا السياق أن ركوب الجارية والسير عليها بطريقة صحيحة تستهلك ما يعادل المعدل السابق مع فارق سرعة الراكب والجهد المبذول.

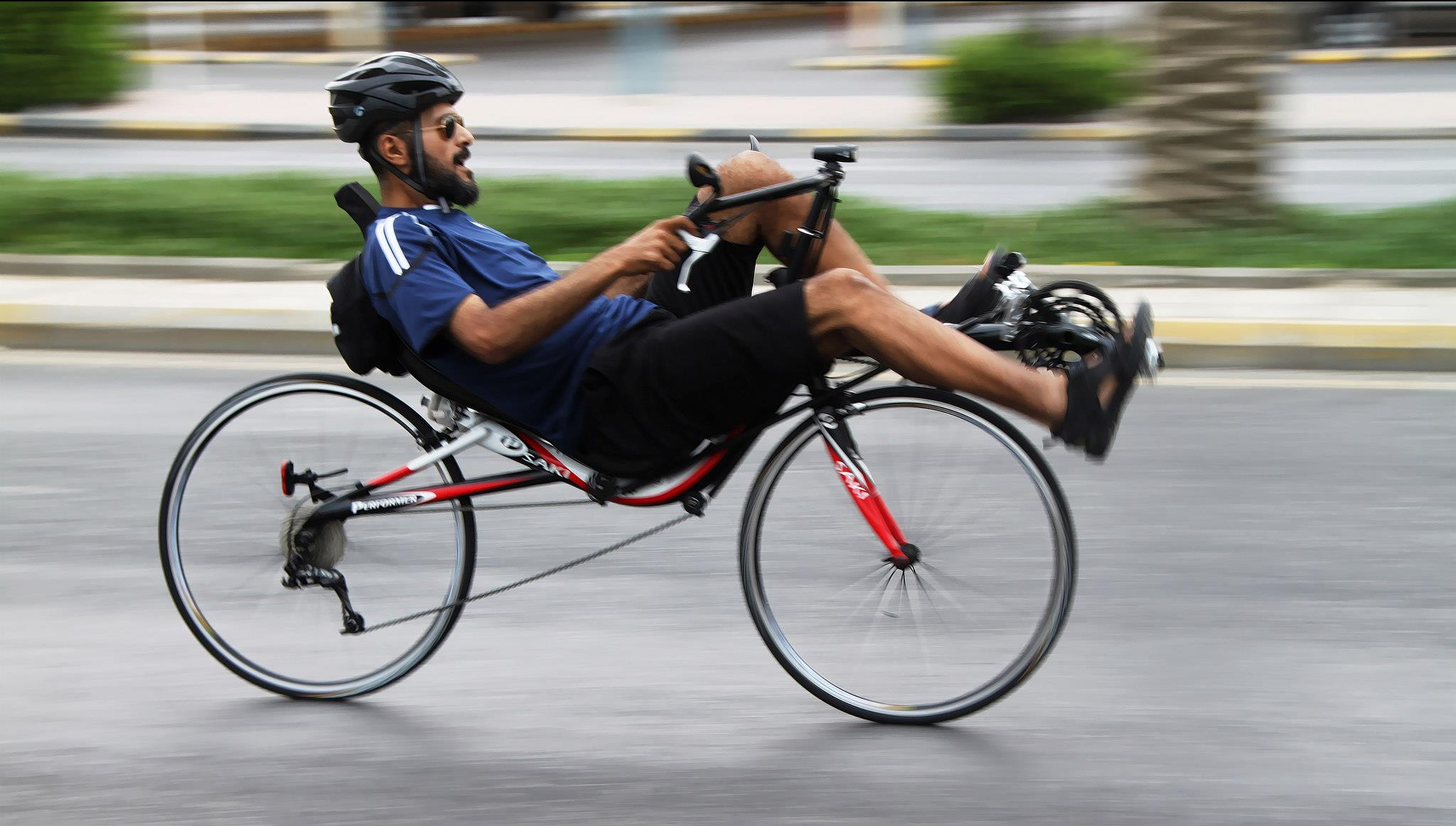
جارية ثنائية سريعة

## لأصحاب آلام الركب وهشاشة العظام
وكما ينصح الأطباء بمزاولة المشي والمشي السريع، إلا أنهم كذلك يميزون رياضة التدرج على المشي في جانب صحة الركبة. ولتوضيح الأمر أكثر، المشي فوائده كثيرة، إلا أن كثرته قد تسبب آلام الركبة بسبب كثرة وطء القدم على الأرض. أما التدرج فهو خفيف على الركبة وتزداد هذه الخفة أكثر مع ركوب الجارية إذ أن قدمي وركبتي الراكب لا تحملان إلا أعضاءهما مقارنة بهيئة ركوب الدراجة إذ أن الراكب يضع جسمه وثقله على مقعده والركبتين والقدمين.

## فوائد ركوب الجارية لأصحاب آلام الظهر
بالنظر إلى جارية، يبدو للمشاهد أنه يرى كرسيا حوله عجلات، الكرسي يحمل جسم الراكب كأنه جالس على كرسي متحرك. والآن حاول أن تتخيل الفرق بين كرسي الجارية وكرسي الدراجة الهوائية. الفرق كبير في الراحة من أسفل المقعد حتى راحة الظهر. ركاب الجاريات يتمتعون بالقدرة على مزاولة هذه الرياضة لساعات دون توقف وقدرة على التحمل أكثر من ركاب الدراجات الهوائية، والمقعد المريح يجعل الراكب يستمتع بركوب الجارية دون آلام.

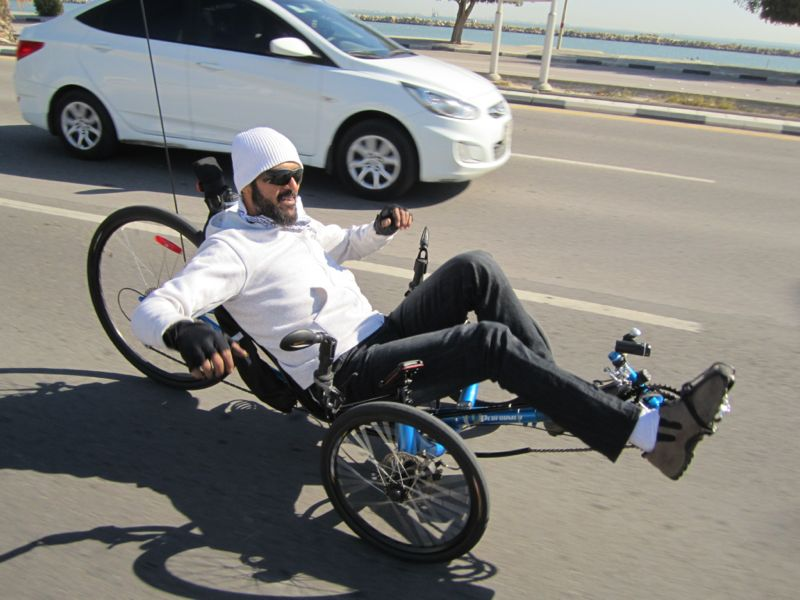
جارية ثلاثية

## فوائد استخدام الجارية كوسيلة مواصلات
إن من فوائد الجارية على الراكب المتدرب على القيادة، أن بإمكان الراكب الانتقال داخل مدينته بأمان نسبي باستخدام جارية.
فالجارية تتفوق على الدراجة الهوائية بأنها أسرع من الدراجة الهوائية وذلك بسبب انسيابية جسمها وجسم الراكب مع حركة الهواء بخلاف هيئة الدراج على دراجة الطريق السريعة.

## مميزات الجارية
من أهم ما يميزها في الطريق أنها آمنة بإذن الله لأسباب كثيرة:
منها أن ركاب السيارات تلقي احتراما خاصا لأصحاب الجاريات كونها غريبة. كما أن قربها من الأرض يجعل سائق السيارة يشعر بعرضها بالنسبة إلى طولها وارتفاعها أكثر مما يشعر بعرض راكب الدراجة، مما يجعل السائق يحاول مجاوزة راكب الجارية من بعيد لأنها عريضة.
أما الدراج على دراجة الطريق، فيظهر أنه طويل ومرتفع وليس عريضا فشكل جسمه مع الدراجة يبدو نحيلا مما يجعل سائق السيارة يفكر باجتيازها بسرعة كون الدراج يبدو لا يأخذ مساحة كافية من خط السير. إلا أن القيادة المركبية قد تحل هذا الأمر بالنسبة لراكب الدراجة الهوائية. الجارية قريبة من الأرض حال السقوط، عكس راكب الدراجة الذي يسقط من الأعلى، مما يعني أن خطر السقوط أكبر على راكب الدراجة.
رأس راكب الجارية إلى الخلف عوضا عن راكب الدراجة الذي تتقدم فيه رأسه، ففي حال الاصطدام، تصطدم أرجل راكب الجارية أولا، أما الدراج فرأسه أولا لا سمح الله.

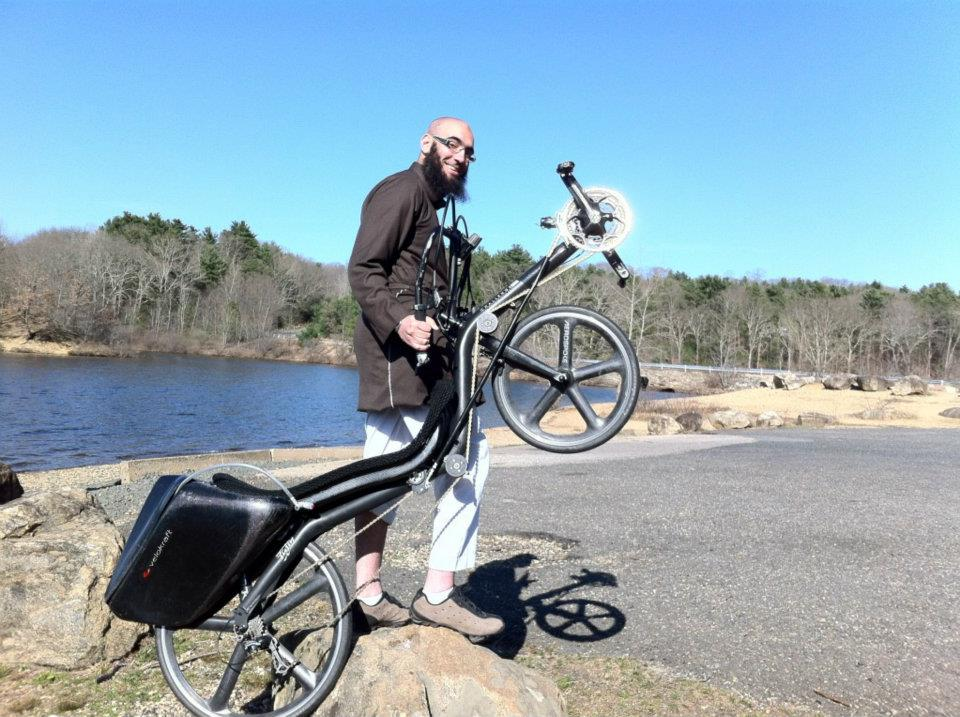
جارية ثنائية

## أنواع الجاريات
الجاريات الثلاثية، وهي الأكثر أمانا من أنواع الجاريات. فنسبة انقلابها في الطريق ضئيل جدا، وعلى حسب نوعها. أما الدراج فهو عرضة أكثر للحوادث ومفاجآت الطريق. الجارية تمكنك من السير بثقة وتنظر إلى الطريق أمامك، أما الدراجة فتجعل رأس الراكب متجه إلى الأسفل ولا يرى الطريق أمامه بالمقارنة.
الجارية الثلاثية تجعل راكبها يهتم بالطريق، ولا يهتم بالحفر ومخلفات الطريق كما يفعل راكب الدراجة أو الجارية الثنائية. فراكب الدراجة عليه التركيز أين يضع عجلات دراجته، أم صاحب الجارية الثلاثية فإن داست عجلات جاريته شيئا لم يتأثر طريقه الثابت بإذن الله، فيضع تركيزه على القيادة الآمنة بإذن الله.

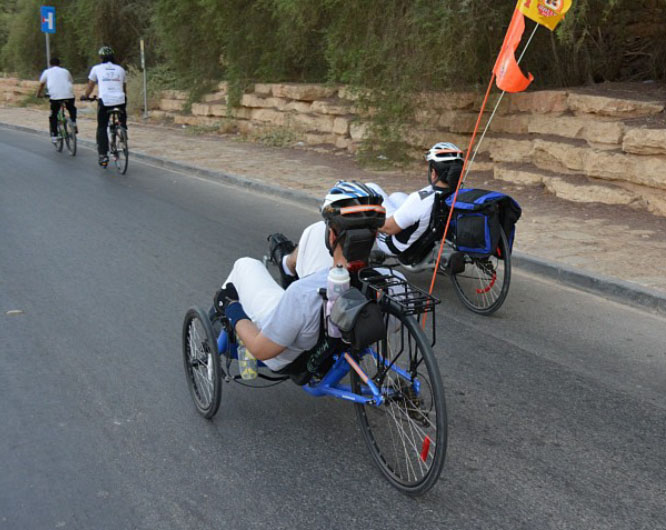
جاريتين بجوار بعضهما

## ومن فوائد الجارية أنها تتفوق على السيارة في أمور منها
في نظم المواصلات الحديثة، الدراجة الهوائية والجارية أسرع من السيارات في الانتقال في داخل المدينة على الأغلب. ذلك لأن متوسط سرعة السيارة داخل المدن في وقت الذروة يستمر في النزول من سنة إلى أخرى. ومن بعض المصادر الصحفية، إن متوسط سرعة السيارات في لندن عام 2006 تقترب من 15 كلم في الساعة، قارن ذلك بمتوسط سرعة الدراج بين 25 كلم في الساعة و35 كلم في الساعة. أما في مدينة الخبر، والمصدر من مجرب من غير دراسة دقيقة، فيزداد المعدل إلى 30 كلم في الساعة بالنسبة إلى السيارات.
يتغلب ركاب الدراجات الهوائية والجاريات على مشكلة البحث عن موقف التي تستهلك من دقائق حياة راكب السيارة الكثير.ركاب الدراجات الهوائية والجاريات أكثر دقة مع أوقاتهم ومواعيدهم بإذن الله لأن سرعتهم لا تتغير ولا تتأثر بتغيرات الطريق، مما يجعلهم أكثر تنظيما في حياتهم. أما راكب السيارة فلا يعرف بدقة متى يصل، لأنه معرض للزحام التي هي من أمراض المدن. 
فقد يعقد وعدا مع رجل أعمال لمقابلته في مكان ما، لكنه في النهاية يأتي متأخرا متعذرا بزحام الطريق.
ركاب الدراجات الهوائية والجاريات يتمتعون بصحة جيدة في الغالب بسبب دوران الدم، مما يعكس إيجابا على قدراتهم الذهنية.
السيارة تستهلك الوقود النفطي وصيانتها مكلفة إذا ما قورنت بالماء كوقود للدراج والطعام الصحي وصيانتها البسيطة بالمقارنة.